# 최완규 (작가)
최완규(1964년 8월 18일 ~ )는 대한민국의 텔레비전 드라마 작가인데 영화 및 드라마 제작사인 올웨이즈유키,아이씨비엔과 영화 시나리오 2편과 드라마 시나리오 2편을 집필하기로 계약했으나 본인(최완규)이 계약을 이행하지  않자 올웨이즈유키 아이씨비엔 두 회사로부터 2008년 11월 5일 손해배상 청구소송을 당해야 했다.
2019년 12월4일 국세청이 명단을 공개한 고액체납자 리스트에 등재되었다

## 학력
- 인천대학교 영어영문학 중퇴

## 경력
- 제주국제자유도시 명예홍보대사
- 2005년 ~ 에이스토리 대표작가

## 제작 작품 목록
- MBC 《베스트극장 - 재미없는 사랑, 재미있는 영화》(1993년 5월 21일)
- MBC 《종합병원》 (1994년 4월 27일 ~ 1996년 3월 3일)
- MBC 《그들의 포옹》 (1996년 2월 26일 ~ 1996년 4월 23일)
- MBC 《간이역》 (1996년 10월 27일 ~ 1997년 10월 10일)
- KBS2 《테마 드라마》 '그리운 곳에 기차는 멈춘다' (1997년 6월 21일 ~ 1997년 6월 22일)
- KBS2 《야망의 전설》 (1998년 4월 11일 ~ 1998년 10월 25일)
- MBC 《허준》 (1999년 11월 22일 ~ 2000년 6월 27일)
- MBC 《에어포스》 (2000년 11월 15일 ~ 2000년 11월 16일)
- MBC 《상도》 (2001년 10월 15일 ~ 2002년 4월 2일)
- SBS 《올인》 (2003년 1월 15일 ~ 2003년 4월 3일)
- SBS 《폭풍 속으로》 (2004년 3월 13일 ~ 2004년 5월 30일)
- SBS 《러브스토리 인 하버드》 (2004년 11월 22일 ~ 2005년 1월 11일)
- MBC 《주몽》 (2006년 5월 15일 ~ 2007년 3월 6일)
- tvN 《하이에나》 (2006년 10월 11일 ~ 2006년 11월 30일)
- SBS 《로비스트》 (2007년 10월 10일 ~ 2007년 12월 26일)
- SBS 《식객》 (2008년 6월 17일 ~ 2008년 9월 9일)
- KBS2 《바람의 나라》 (2008년 9월 10일 ~ 2009년 1월 15일) (크리에이터)
- MBC 《종합병원 2》 (2008년 11월 19일 ~ 2009년 1월 15일)
- SBS 《태양을 삼켜라》 (2009년 7월 8일 ~ 2009년 10월 1일)
- KBS2 《아이리스》 (2009년 10월 14일 ~ 2009년 12월 17일) (크리에이터)
- SBS 《마이더스》 (2011년 2월 22일 ~ 2011년 5월 3일)
- KBS2 《포세이돈》 (2011년 9월 11일 ~ 2011년 11월 8일) (크리에이터)
- MBC 《빛과 그림자》 (2011년 11월 28일 ~ 2012년 7월 3일)
- MBC 《구암 허준》 (2013년 3월 18일 ~ 2013년 9월 27일)
- MBC 《트라이앵글》 (2014년 5월 5일 ~ 2014년 7월 29일)
- MBC 《옥중화》 (2016년 4월 30일 ~ 2016년 11월 6일)

## 수상 경력
- 1994년 제24회 MBC 방송대상 작가상
- 2000년 MBC 연기대상 TV부문 작가상 《허준》
- 2003년 제30회 한국방송대상 작가상 《올인》
- 2006년 MBC 연기대상 TV부문 공로상 《주몽》
- 2007년 제19회 한국방송프로듀서상 시상식 TV 작가부문 제작부문상
- 2007년 제43회 백상예술대상 TV부문 극본상
- 2010년 제1회 서울문화예술대상 드라마작가부문 대상